# Pluherlin
Pluherlin is een gemeente in het Franse departement Morbihan (regio Bretagne). De plaats maakt deel uit van het arrondissement Vannes. De gemeente telde 1.515 inwoners op 1 januari 2022.

## Geografie
De oppervlakte van Pluherlin bedroeg op 1 januari 2022 35,4 vierkante kilometer; de bevolkingsdichtheid was toen 42,8 inwoners per km².

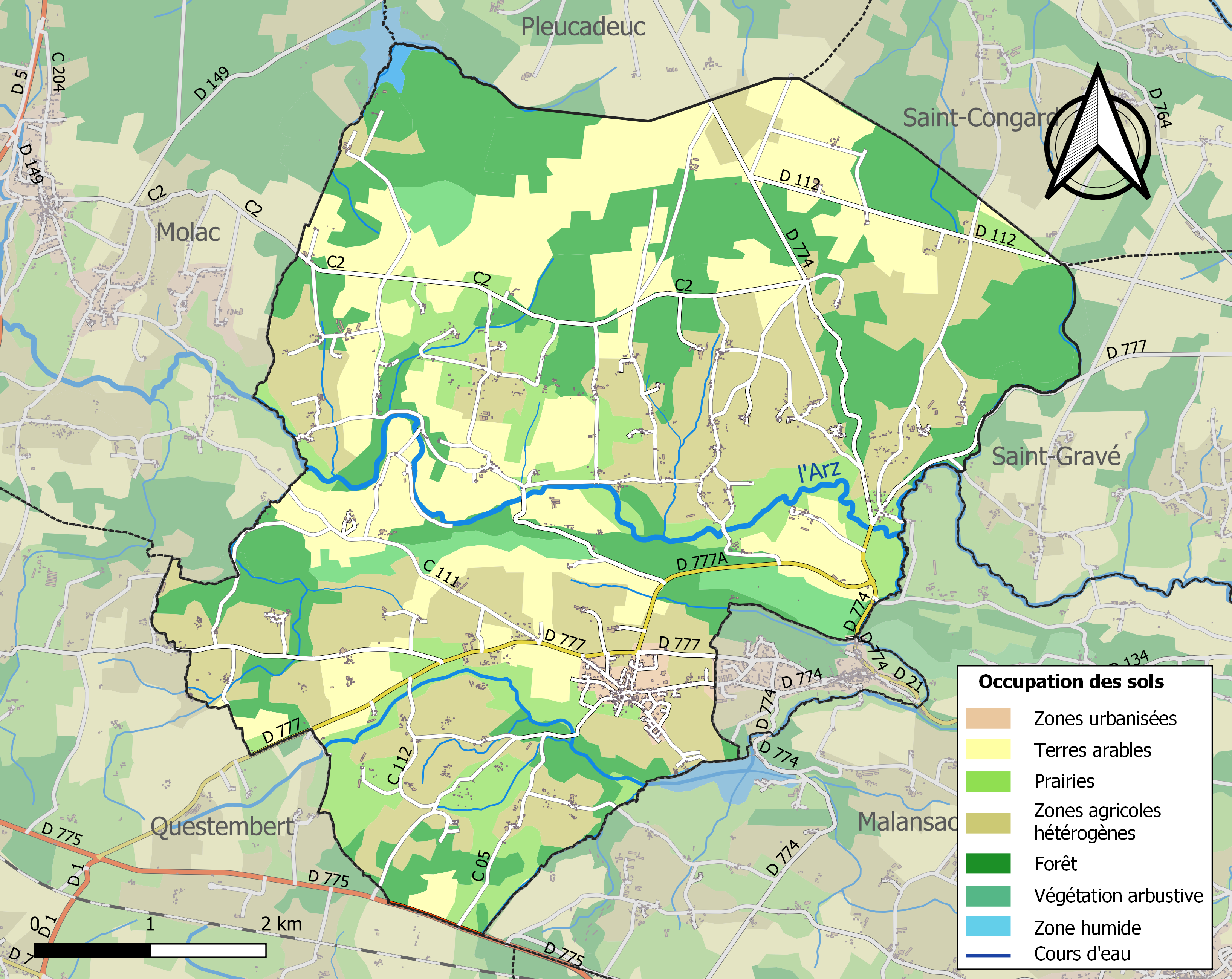
Kaart van de gemeente met de belangrijkste infrastructuur, bodemgebruik en omliggende gemeenten

## Demografie
Onderstaande figuur toont het verloop van het inwonertal, bron: INSEE-tellingen. 